# Les ruïnes d'Atenes (Beethoven)
Les ruïnes d'Atenes (en alemany Die Ruinen von Athen), és una obra de circumstància composta per Beethoven el 1811. Comprèn una obertura en sol menor, opus 113, i vuit parts cantades, de les quals només una "Marxa amb cors", en sol major, va ser publicada com a opus 114.
L'emperador Francesc I d'Àustria, per apaivagar els sentiments nacionalistes a Hongria, havia fet construir el 1808 un gran teatre a Pest (Hongria), per celebrar la fidelitat dels hongaresos a la monarquia austríaca. El 10 de febrer de 1812, en ocasió de la inauguració d'aquest teatre, es va demanar a Beethoven que posés música a dos textos de circumstància escrits per August von Kotzebue: "El Rei Esteve" i "Les Ruïnes d'Atenes". Aquestes obertures formen part de les obres orquestrals menys interpretades del compositor.
L'obertura va ser publicada el 1823 per Steiner a Viena, i l'obra completa no es va editar fins al 1846.

## Estructura
L'obra té 9 parts:
1. Obertura (andante con moto – marcia moderato – allegro ma non troppo) (op. 113)
2. Cor: Tochter dels mächtigen Zeus
3. Duet (un grec i una grega: baríton i soprano): Ohne Verschulden Knechtschaft dulden
4. Cor dels dervixos: Du hast in deines Aermels Felten
5. La marxa turca (vivace)
6. Música d'escena amb narrador
7. Marxa amb cor : Schmuckt die Altare (op. 114) - Recitatiu del gran sacerdot (baríton): Mit reger Freude
8. Cor: Wir tragen empfängliche Herzen - Ària del gran sacerdot: Will unser Genius
9. Cor final: Heil unserm König!